# Imdapur, Sedam
Imdapur là một làng thuộc tehsil Sedam, huyện Gulbarga, bang Karnataka, Ấn Độ.